# Rita Grande
Rita Grande (Nápoles, Italia; 23 de marzo de 1975) es una jugadora profesional de tenis italiana.

## Títulos WTA(8)

### Individuales (3)
- 2001: Hobart, Australia
- 2001: Bratislava, Eslovaquia
- 2003: Casablanca, Marruecos

### Finalista de individuales (1)
- 1999: Hobart (ganado por Chanda Rubin)

### Dobles (5)
- 1999: ’s-Hertogenbosch (con Silvia Farina Elia)
- 2000: Hobart (con Émilie Loit)
- 2000: Palermo (con Silvia Farina Elia)
- 2001: Auckland (con Alexandra Fusai)
- 2002: Hobart (con Tathiana Garbin)

### Cabeza contra cabeza
- Lindsay Davenport 0-2
- Martina Hingis 0-3
- Dominique Monami 1-3
- Dinara Safina 0-1